# Амфион
Вижте пояснителната страница за други значения на Амфион.
Амфион (на гръцки: Аμφίων) в древногръцката митология е цар на Древна Тива, син на Зевс и Антиопа. Брат-близнак е на Зет.

## Легенда
От страх да не бъде наказана Антиопа избягала, а баща ѝ се поболял от мъка. На смъртния си одър той заклел своя брат и наследник на трона Лик да накаже съгрешилата Антиопа. Тя се омъжила за Епопей, цар на Сикион, когото Лик убил, а Антиопа отвел окована във вериги. По пътя тя родила близнаци. Оставила ги на произвола на съдбата в подножието на планината Китерон. Там ги намерили и отгледали овчари. Амфион бил невероятно надарен певец и музикант. Когато пораснали, ги намерила Антиопа, която избягала след 20 години робство при Дирка. Братята тръгнали към Тива, за да отмъстят на Лик и негова жена Дирка за унижението и робството, в което са държали толкова години майка им. Убили Дирка. След като поели управлението на града, братята си поделили властта – Амфион да царства в мирно време, а Зет – по време на война.
Братята се заели да издигнат градските стени. Зет, като притежател на огромна физическа сила, носил и събирал камъни, а Амфион ги подреждал със силата на златната си лира, подарък му от Хермес. За да се съгласува този мит с версията, според която крепостните стени на Тива се построеми още при Кадъм, античната традиция обикновено приписва на двамата братя укрепването на долния град.
Амфион се жени за Ниоба и заедно имат много деца, заедно с които по-късно той умира. Според други версии се самоубил, след като те били убити пред очите му, или бил убит от мълния от Зевс, или от стрела на Аполон, когато в отчаянието си се опитал да разруши негов храм. Амфион и Зет са почитани в Тива като местни герои – „тиванските диоскури“.